# Lítačka (karta)

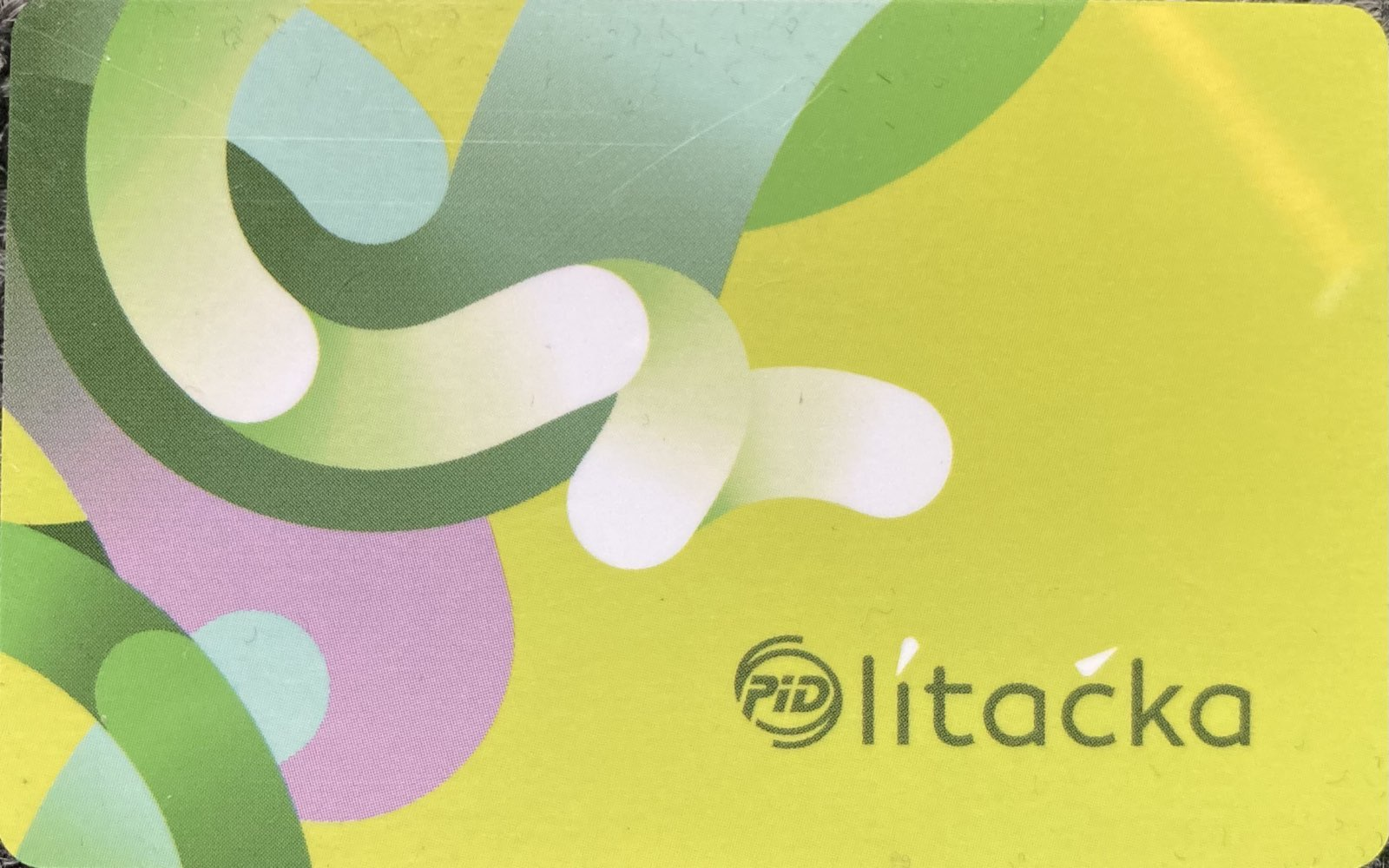
Lítačka

Lítačka je název čipové karty, kterou od 1. března 2016 vydává Magistrát hlavního města Prahy jako nosič časových jízdenek (kupónů) pro Pražskou integrovanou dopravu. Provozovatelem systému pro výdej karet je městská akciová společnost Operátor ICT, systém na vydávání karet vytvořila společnost XT-Card a.s., časové kupóny PID jsou provozovány na systému DOS (dopravní odbavovací systém), který byl vyvinut pro kartu Opencard a k němuž vlastní práva společnost eMoneyServices (EMS).
Lítačka nahradila kartu Opencard, jelikož odpadly například platby za údržbu systému a platby za každou vydanou kartu. Karta Opencard zanikla k únoru 2020. Lítačka může také sloužit jako průkazka Městské knihovny v Praze, Národní technické knihovny, pro nabití elektromobilů v síti PREpoint a pro různé slevy.

## Historie
Spory města Prahy se společností eMoneyServices (EMS), která je vlastníkem práv k Opencard, vyústily v soudní spory o peníze, které společnost požaduje a město je nechce zaplatit, a v opakované zkolabování systému jejich výdeje, související s tím, že město nemělo platnou smlouvu o servisní podpoře. Práva na název Opencard a její podobu patří Praze. EMS od konce září 2015 městu certifikát nutný pro stávající systém obnovovala Praze vždy jen na týden. Mluvčí EMS si médiím postěžoval, že od poslední schůzky s primátorkou 19. června 2015 Praha bojkotuje kontroly systému Opencard.
Vznik nové karty pod názvem Lítačka ohlásila pražská primátorka Adriana Krnáčová na tiskové konferenci 25. ledna 2016. Zároveň potvrdila již dříve avizovanou informaci, že Opencard do dvou let skončí. Nutnosti vypsat veřejné výběrové řízení se město vyhnulo tím, že samo zaměstnalo několik IT specialistů, kteří kartu během zhruba půl roku připravili.
TOP 09 i opoziční ODS po tiskové konferenci primátorce vytkly, že projekt připravovala potají, aniž informovala zastupitelstvo. Radě města představení nové karty na operativním zasedání pouze oznámila. Primátorka se hájila tím, že projekt Opencard má v gesci a k zavedení nového systému dopravní karty nutně nepotřebuje souhlas městské rady ani zastupitelstva, ale přesto má v plánu jim projekt blíže představit. Zastupitelé opoziční TOP 09 Václav Novotný a Jiří Nouza po lednové tiskové konferenci primátorky řekli, že „je to takové mediální vyjádření primátorky, které svojí závažností nepřevyšuje vyjádření typu ‚přivezeme pandu‘“. Krnáčovou za postup při vytváření karty kritizovali podle ČTK i členové jejího vlastního zastupitelského klubu ANO.
Rovněž Dopravní podnik hl. m. Prahy byl před tiskovou konferencí primátorky informován jen rámcově o vývoji náhradního řešení za kartu Opencard, ale se samotným technickým řešením projektu seznámen nebyl, poskytoval však Operátorovi ICT konzultace o funkcionalitách aplikace dopravního odbavovacího systému.
V úterý 16. února 2016 rada města (oslabená o odvolané členy) dala pokyn k zahájení pilotního projektu, jehož výsledky má Operátor ICT předložit do konce června 2016.
V polovině února 2016 údajně magistrát stáhl žalobu, kterou se na EMS domáhal zajištění servisních služeb.
Na konci února 2016 město spustilo systém pro vydávání karet, dodaný firmou XT-Card. Ten umožňoval vydávání Lítaček, ale dočasně i vydávání Opencard.

### Vydávání
Ačkoliv se ještě v průběhu února mluvilo o počátku vydávání nových karet až zhruba od poloviny roku, koncem února již bylo oznámeno, že jejich výdej začne 1. března 2016 a současně bude zastaveno vydávání Opencard. Karty se vydávají ve Škodově paláci, jedné z budov MHMP. Pro výdej karet zde bylo od 1. března 2016 určeno 11 přepážek a již za první hodinu si vyzvedlo pořadové číslo asi 80 lidí, přičemž více než třetina lidí si přišla vyměnit kartu přesto, že jim ještě zbývalo více než 3 měsíce do konce platnosti Opencard a tedy neměli nárok na její výměnu zdarma. Čekací doba zde byla asi 40 minut. Za první týden bylo vydáno 3416 karet, z toho je 1056 nových cestujících, kteří požádali o kartu poprvé, a 384 stávajících uživatelů Opencard, kteří požádali o výměnu karty ještě před lhůtou pro bezplatnou výměnu karty. Karta je vydávána pouze osobně (nebo v zastoupení) a na počkání, on-line příjem žádostí byl dočasně zrušen.
Ještě 1. března 2016 však oficiální web karty litacka.eu uváděl neaktuální informaci, že bude vydávána až od poloviny roku, a z městského webu Praha.eu z tématu „karty Pražana“ pod záložkou Potřebuji řešit v horní liště stránky vedl čtvrtý odkaz na stránku Opencard, kde o nové Lítačce nebyla žádná zmínka. Ani na webu Lítačka.eu nebyly aktuální informace o vydávání karet k nalezení a stránka obsahovala fotografie s původně navrženou grafikou karty a název Lítačka byl stále prezentován jako provizorní. Aktuální informace magistrát zveřejňoval pouze formou tiskových zpráv a článků na portálu praha.eu. Mluvčí magistrátu slíbil do konce týdne závady webů napravit s tím, že prý se na jejich doplňování usilovně pracuje.
Přestože magistrát sliboval, že žadatel o výměnu karty nemusí nosit fotografii, protože systém umí převzít původní fotku z databáze k Opencard, v některých případech systém neuměl fotku nahrát. Dne 10. března 2016 sliboval, že všechny fotografie by měly být nahrané v systému začátkem příštího týdne.

## Název
Navržený název karty, který vychází ze slangu východních Čech, se stal předmětem bouřlivých diskusí, v nichž byl převážně odmítán jako cizorodý, který používají jen „náplavy“ a který vymyslel někdo, kdo vůbec nezná pražskou řeč. Proti názvu vznikla na Facebooku stránka „Nechceme název Lítačka“, a mezi mnoha navrhovanými alternativními, vesměs žertovnými názvy dominovalo označení Krndačka. Souběžně vznikla na webu i Facebooku oficiální prezentace nové karty, na němž karta svůj název v ich formě hájí: „Lítačka je zažitý název, který se pro tyto nosiče kuponu používá. Mrzí mě, že se vám mé jméno nelíbí,“
K problému se pro média vyjádřila i Markéta Pravdová z jazykové poradny Ústavu pro jazyk český Akademie věd. Podle ní doklad tohoto typu není podle ní třeba vůbec pojmenovávat, protože „je to prostě cestovní doklad“ (zde si expertka spletla cestovní doklad s jízdním dokladem). Lítačka je navíc podle ní výraz regionální, který rodilí Pražané nepoužívají. Jako vhodnější navrhla prostá označení typu pražská karta, pražská dopravní karta nebo třeba pragokarta. Nahradit anglické slovo Opencard slovem lítačka je podle ní pohyb o 180 stupňů – ode zdi ke zdi. Expresivní výraz lítačka podle ní už jen svou strukturou rozhodně nepatří do neutrální slovní zásoby, čehož jsou vášnivé diskuse jasným dokladem. Slovo lítačka má také zavedené jiné významy, takže může vyvolávat různé nežádoucí konotace: bylo vžité pro vojenské pořádkové hlídky, ve slovníku sprostých slov z 30. let 20. století je zmíněno jako název pro průjem, ve slangu pražských dopraváků označovalo střídací četu výhybkářů a pohotovostní četu lehké údržby a jedním z významů je i letadlo.
Redaktor Aktuálně.cz zaznamenal i komentáře, které změnu červené karty na zelenou daly do souvislostí s reakcí příznivců prezidenta Miloše Zemana, kteří po červených kartách „pražské kavárny“ začali na prezidentské mítinky nosit zelené karty, přičemž hnutí ANO má momentálně k Miloši Zemanovi blízko.
Pro Aktuálně.cz primátorka Krnáčová ještě v lednu 2016 slibovala: „Nechám vytvořit pracovní skupinu složenou z odborníků na češtinu, pražské reálie a marketérů a věřím, že najdeme takový název, který bude vhodný a důstojný.“
V usnesení ze 16. února 2016, kterým rada města rozhodla o spuštění pilotního projektu, dostal Operátor ICT zároveň za úkol, aby s odborníky konzultoval vhodnost názvu Lítačka. Primátorka prostřednictvím svého asistenta následně upřesnila, že prý bude záležet na výsledku analýzy sociálních sítí, kterou nechala vypracovat.
23. února 2016 primátorka Adriana Krnáčová oznámila, že v údajném průzkumu, který si Praha zadala, se prý pro název Lítačka vyslovilo 52,56 procenta lidí. Podle primátorčina poradce Marka Prchala průzkum proběhl „monitorováním všech sítí“ na internetu, kde bylo nalezeno 5727 zmínek o názvu karty, a přestože vznikly skupiny proti Lítačce, víc lidí se podle této analýzy přiklonilo k názvu Lítačka. Při průzkumu město analyzovalo i facebookové profily takzvaných influencerů, tedy lidí, kteří mají svými příspěvky vliv na větší množství uživatelů.
K dalším navrhovaným výrazům patřily například tramvajenka, pražačka, green card, šalinkarta, PID, legitka, bémovka nebo krndačka. Dvouslovné názvy byly odmítnuty jako příliš dlouhé a název tramvajenka neprošel kvůli tomu, že karta neslouží pouze pro jízdu tramvají. (Obdobná námitka se objevovala i proti názvu Lítačka, totiž že součástí PID vůbec není letecká doprava.)

## Podoba
V počáteční verzi má Lítačka plastovou podobu podobně jako Opencard, od roku 2019 může místo fyzické karty sloužit například karta kreditní a nebo mobilní telefon s aplikací Lítačka. V prvotních plánech bylo, že karta bude vydávána také v papírové podobě a „možná i v podobě čipu“.
Na prvních představených návrzích karty dominovala zelená barva s jednoduchým logem, na němž upravená diakritická znaménka nad názvem karty mají podobu náznaku roztažených ptačích křídel. Na definitivní verzi karet zůstala převažující zelená barva, avšak s bílofialovými motivy. Zelená barva měla Lítačkou odlišit od červené Opencard, do budoucna ale magistrát plánuje i zavedení dalších barev. Logo, které připomíná žížaly nebo plazící se červy v zelených a modrých odstínech, je inspirováno dopravní mapou Prahy. Karta má působit vesele a pozitivně.

## Náklady
Náklady na projekt údajně neměly přesáhnout deset milionů korun, z toho samotný systém na vydávání karet od společnosti XT-Card stál 1,9 milionu Kč, zbytek částky tvoří výlohy na právní a odborné posudky nebo na platy zaměstnanců, kteří se podílejí na vývoji. Náklady na roční provoz karty zástupce Operátora ICT neuvedl. Výhodou oproti Opencard má být, že Praha nemusí kupovat licence pro jednotlivé výlisky karet a zmizí paušální platby za servisní služby.

## Systém a funkce

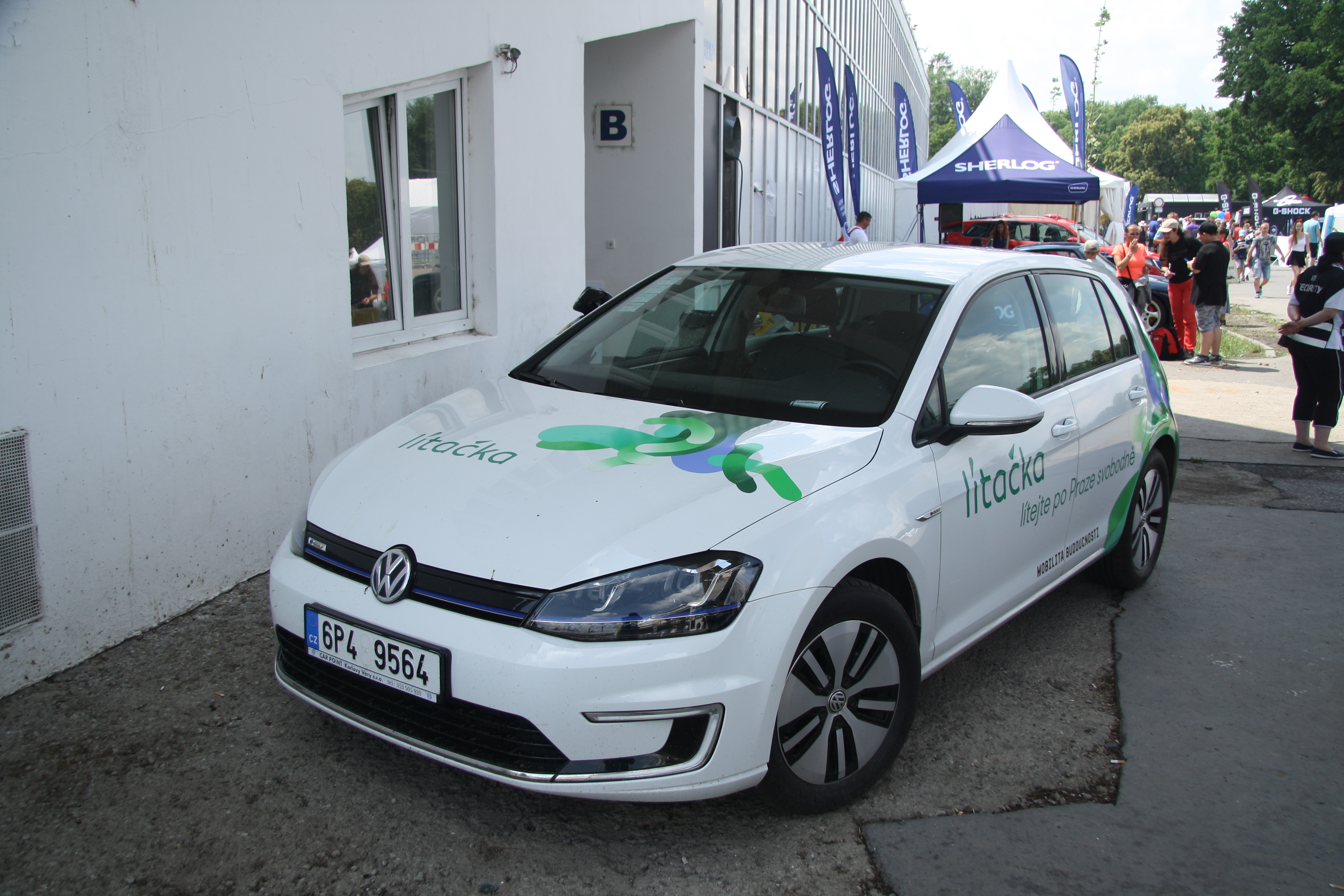
Volkswagen E-Golf s polepem „Lítačka“ na výstavě Legendy 2018 v Praze

Provoz karty zajišťuje městská akciová společnost Operátor ICT (přejmenovaná z původního názvu Operátor Opencard). Dopravní podnik hl. m. Prahy používá systém DOS (dopravní odbavovací systém), k němuž licence vlastní až do roku 2055 společnost EMS. DPP je oprávněn systém provozovat, ale podle EMS jej v případě poruchy nesmí bez povolení EMS sám opravovat. Mluvčí EMS rovněž v únoru 2016 tvrdil, že zavedení Lítačky by bylo zásahem do systému DOS a takový zásah by EMS musela povolit. EMS předpokládá, že Praha zřejmě napojením Lítačky okopírovala systém Opencard a porušila tak autorský zákon.
Na rozdíl od Opencard nejsou u Lítačky do budoucna slibovány žádné nové funkce. Kromě nosiče jízdenky PID může sloužit pouze jako průkazka pražské městské knihovny a Národní technické knihovny, stejně jako Opencard.
Obchodní podmínky i ceny pro uživatele karet zůstaly stejné. Do budoucna je slibována též anonymní přenosná verze karty bez osobních údajů, podobně jako existovala u Opencard. Oproti Opencard však neexistuje karta na jméno bez registrace údajů. Stejně jako Opencard, ani Lítačka neumožňuje efektivní využití pro krátký turistický pobyt, karta byla opět navržena „v podstatě jako karta jen pro Pražany“.
Před vypršením platnosti karty Opencard z ní lze dobíhající kupón převést na novou kartu Lítačku. Nově zakoupené kupóny se již nenahrávají pomocí validátoru přímo na kartu, ale jsou pouze v online databázi napárovány na číslo karty. Teoreticky je tak kupón možné nahrát na libovolnou kartu, jejíž unikátní ID lze bezkontaktně ověřit. V praxi lze zatím kupóny napárovat v oficiálním online eshopu na kartu Lítačka, bezkontaktní platební nebo kreditní karty VISA nebo Mastercard, a In-Kartu Českých drah. V budoucnu se počítá s rozšířením portfolia karet, se kterými lze kupóny napárovat. Městu patří i databáze uživatelů (tzv. kmen uživatelů), a proto město avizovalo, že není nutné nosit fotografii ani vyplňovat formulář, protože je možné elektronicky převést stávající údaje z Opencard. Výměna je bezplatná, pokud do konce platnosti stávající karty zbývá méně než tři měsíce (některé články uváděly 2 měsíce) nebo již platnost vypršela, jinak je vydání nové karty zatíženo poplatkem 100 Kč.
Funkci elektronické peněženky město pro Lítačky neplánuje, místo toho rozšiřuje možnosti využít k nákupu jednotlivých jízdenek bezkontaktní bankovní čipové karty. Oproti Opencard se tak ruší možnost platit kartou parkovné v modrých zónách. Zbylé peníze na Opencard tak nejdou převést na Lítačku, město je zájemcům vyplatí. Pro placení parkovného prý tato funkce Opencard byla využívána jen minimálně.

## Mobilní aplikace
V létě 2018 byla spuštěna mobilní aplikace Lítačka, nazvaná jako PID Lítačka. Od začátku umožňuje získání aktuálních informací z dopravy, vyhledání spojů, parkoviště a zakoupení krátkodobé jízdenky.
V prosinci 2019 byla vydána aktualizace aplikace, která umožňuje nahrát si na mobil dlouhodobý časový kupon. Cestující tedy už nepotřebuje fyzickou kartičku. Primátor Zdeněk Hřib uvedl: „Naším cílem je, aby mobilní aplikace PID Lítačka byla kompletním průvodcem Pražana a turistů městskou hromadnou dopravou v Praze a dokázala naplánovat cestu z bodu A do bodu B při zohlednění preferencí jednotlivých cestujících a nabídnout nejen prostředky veřejné dopravy, ale také sdílené služby typu bikesharing či carsharing“. Aplikaci si nainstalovalo od spuštění 630 tisíc uživatelů.

## Hodnocení
Podle Martina Opatrného, mluvčího společnosti eMoneyServices (EMS), provozovatele Opencard, neřeší zavedení Lítačky problémy Opencard, tedy s ní související dluhy, škody, spory a zmatky. Zavedení Lítačky je podle něj nehospodárné, protože Praha musí souběžně platit tři systémy: papírových kuponů, Opencard a Lítačky. Praha podle něj ani nemůže garantovat, že souběh Lítačky a Opencard bude skutečně fungovat. Podobné názory vyjádřil i bývalý primátor Pavel Bém, který byl s aférou Opencard spojován. Mluvčí EMS později upřesnil, že „lítačka není nic jiného než plagiát Opencard přebarvený nazeleno.“
Jaroslav Spurný v Respektu pojal výměnu karty jako souboj mezi finančními skupinami PPF (opci na koupi systému Opencard vlastní O2, která patří do skupiny PPF) a skupiny J&T, která má majetkovou účast v XT-Card. XT-Card se podílí na provozu karet v dalších třech českých krajích a na provozu In-karty Českých drah, přičemž ČD prý už delší dobu jednají s dopravními podniky velkých měst o vytvoření superkarty, která by platila při nákupu jakékoli jízdenky.
Časopis Týden připomněl, že Lítačka má úplně stejný problém jako Opencard, protože klíčové části softwaru městu nepatří. Smlouva s XT-Card sice neomezuje počet vydaných karet a nevyžaduje za ně dodatečné poplatky, ale například omezuje použití softwaru pouze na sto pracovních stanic, a stejně jako v případě předchozího software také zakazuje městu provádět jakékoliv úpravy software bez souhlasu držitele autorských práv. Nejcennější a nejpodstatnější část softwaru má být uložena v advokátní úschovně, ale vydána může být Praze pouze v případě, že XT-Card zkrachuje, zanikne, ukončí činnost v oboru nebo magistrát odstoupí od smlouvy kvůli porušení povinností XT-Card. Jak tedy uvedl předseda pražské ODS Filip Humplík, nové řešení pravděpodobně takzvané vendor lock-in vůči EMS neřeší, jen ho přesouvá na nového dodavatele. Rovněž předseda zastupitelů TOP 09 Václav Novotný uvedl, že paní primátorka problém Opencard nejen nevyřešila, ale navíc způsobila další, obdobný problém a přestože přesvědčuje zastupitelstvo, že její řešení je skvělé a levné, ukazuje se, že se jí nedá věřit.
Zastupitel za Českou pirátskou stranu Ondřej Profant uvedl, že pod takovou smlouvu by se nepodepsal, ale že je přesto mnohokrát lepší než smlouva na Opencard, protože například odpadnou platby za údržbu systému a za každou kartu. Situace, kdy zdrojové kódy nepatří městu, nepovažuje za ideální, ale řešení s úschovnou zdrojových kódů stále pokládá za ohromný krok kupředu. Podle Profanta by mělo být víc konkurenčních platforem, aby nevznikl monopol.